# La dimensión Rossa
La dimensión Rossa fue un programa de televisión chileno de humor juvenil-adulto, transmitido por Televisión Nacional de Chile, conducido por Iván Arenas, junto a Guru Guru y Don Carter. En el programa se entregan, además, notas culturales, al estilo de El mundo del profesor Rossa. Tras 12 capítulos emitidos, el programa no fue renovado en su temporada por no cumplir las expectativas de índice de audiencia.

## Capítulos e invitados
| Capítulo | Nombre                         | Invitado |
| -------- | ------------------------------ | --- |
| 1        | El alcotest                    | Francisco Melo (Actor) Catalina Vera (Actriz)                                                                          |
| 2        | El día de la madre             | Sonia Fried (Madre de Nicolás Massú)                                                                                   |
| 3        | La delincuencia                | Carlos Pinto (Periodista)                                                                                              |
| 4        | Celebrando el mes del mar      | Pedro Carcuro (Periodista) Fernando Solabarrieta (Periodista)                                                          |
| 5        | El censo                       | Marko Zaror (Artista marcial, actor y productor de cine) Andrea Dellacasa (Modelo y vedette)                           |
| 6        | El miedo                       | Gonzalo Cáceres (Esteticista) Nicole "Luli" Moreno (Modelo, bailarina y vedette)                                       |
| 7        | La Gurucienta                  | DJ Méndez (Cantante) Carla Jara (Bailarina y actriz) Sabrina Sosa (Modelo) Aldo Duque (Abogado) Catalina Vera (Actriz) |
| 8        | El sueño de volar de Guru Guru | Eliseo Salazar (Piloto) Yamila Reyna (Actriz)                                                                          |
| 9        | Obsesionado con la fama        | Carlos Cruzat (Boxeador) Claudio Fariña (Periodista) Scarleth Cárdenas (Periodista)                                    |
| 10       | La muerte del Profesor Rossa   | Alejandra Herrera (Actriz)                                                                                             |
| 11       | El poder de la mente           | |
| 12       | Capítulo final                 | Stefan Kramer (Imitador/Comediante)                                                                                    |